# Lin Yushan
Lin Yushan est un peintre aquarelliste traditionnel taïwanais du XXe siècle, né le 1er avril 1907 à Chiayi et décédé le 20 août 2004  à Taipei.

## Biographie
Attiré par la peinture dès son plus jeune âge, Lin Yushan s'initie seul à l'aquarelle. En 1926, il part pour le Japon et commence ses études à l'Institut des Beaux-Arts Kawabata. À son retour, il anime plusieurs associations artistiques. En 1935, il retourne au Japon pour entrer à l'École de l'Art Impressionniste Rehon.
À partir de 1938, il a dessiné des illustrations pour des romans-feuilletons dans les journaux et les livres de fiction populaires. ses illustrations pour les interprétations de Yang Kui de Chroniques des Trois Royaumes et de La Pérégrination vers l'Ouest sont célèbres.
Il retourne à Taipei après la guerre. En 1946, il est juré de la Section de la peinture chinoise de la première exposition d'art de Taiwan. Il enseigne et termine sa carrière à l'Université Normale Nationale de Taiwan (en). Retraité, il se consacre exclusivement à la peinture.